# Dammsjön (Torsåkers socken, Gästrikland, 670600-153129)
Dammsjön är en sjö i Hofors kommun i Gästrikland och ingår i Gavleåns huvudavrinningsområde. Sjön har en area på 0,316 kvadratkilometer och ligger 127,1 meter över havet. Sjön avvattnas av vattendraget Getån (Stamsån).

## Delavrinningsområde
Dammsjön ingår i det delavrinningsområde (670514-153097) som SMHI kallar för Utloppet av Dammsjön. Medelhöjden är 143 meter över havet och ytan är 1,61 kvadratkilometer. Räknas de 5 avrinningsområdena uppströms in blir den ackumulerade arean 20,53 kvadratkilometer. Getån (Stamsån) som avvattnar avrinningsområdet har biflödesordning 3, vilket innebär att vattnet flödar genom totalt 3 vattendrag innan det når havet efter 81 kilometer. Avrinningsområdet består mestadels av skog (54 procent), öppen mark (13 procent) och jordbruk (13 procent). Avrinningsområdet har 0,32 kvadratkilometer vattenytor vilket ger det en sjöprocent på 19,7 procent.